# Stachystemon axillaris
Stachystemon axillaris là một loài thực vật có hoa trong họ Picrodendraceae. Loài này được A.S.George miêu tả khoa học đầu tiên năm 1967.